# Jesu hellige hjertes kirke i Łódź
Jesu hellige hjertes kirke (polsk Kościół p. w. Najświętszego Serca Jezusa) ligger ved Henryk Sienkiewicz’ gade 60 i Łódź. Kirken blev oprindeligt bygget som St. Jan evangeliske kirke i årene 1880-1884 efter tegninger af Ludwik Schreiber fra Köln. Også byarkitekten Hilary Majewski, som signerede projektet, havde stor indflydelse på kirkens endelige form.
St. Jan kirke var i sin tid byens anden evangeliske kirke efter Treenighedskirken ved Frihedspladsen. Efter 2. verdenskrig blev den overgivet til et katolsk sogn i byområdet, som blev erigeret i 1950 af Łódź’ biskop Michał Klepacz og viet til Jesu hellige hjerte. I 1989 blev kirken overgivet til jesuitterordenen i byen. 
Kirken er en nyromansk, treskibet basilika med tre tårne i facaden, bygget i røde mursten. Bygningen viser indflydelse fra fransk, tysk og italiensk arkitektur, henholdsvis i tårnene, arkadegalleriet og tranceptelevationen. En egen gade (Ewangelickagaden, i dag F. D. Roosevelts gade) blev bygget mellem Piotrkowska-gaden og Henryk Sienkiewicz’ gade for at give mulighed for at beundre den effektfulde facade fra et bedre perspektiv.

51°45′40″N 19°27′50″Ø / 51.76109°N 19.46384°Ø